# Associació Ibèrica de Zoos i Aquaris
L'Associació Ibèrica de Zoos i Aquaris (AIZA) és una entitat sense ànim de lucre que agrupa els principals parcs zoològics i aquaris d'Espanya i Portugal.
La pertinença a AIZA està oberta a tots els zoos i aquaris de tots dos països que, a banda de complir amb la normativa vigent a cada país en matèria de zoos i aquaris, de forma voluntària es comprometen a complir els estàndards propis de l'Associació (obligacions relacionades amb el maneig dels animals, l'ètica professional, la conservació i l'educació)
Els membres de AIZA es regeixen pels seus propis objectius de conservació, educació, benestar animal, etc. i segueixen les recomanacions de l'Associació Europea de Zoos i Aquaris (EAZA) i l'Associació Mundial de Zoos i Aquaris (WAZA), a les quals pertany.

## Membres
- Portugal[1]
  - Badoca Safari Park
  - Centro de recuperación del lobo ibérico
  - Monte Selvagem Reserva Animal
  - Parque Biológico de Gaia
  - Parque Ornitológico de Lourosa
  - Parque zoológico de Lagos
  - Zoomarine

- Espanya[1]
  - Acuario de Almuñecar
  - Acuario de Gijón
  - Aquarium de San Sebastián
  - Aquarium Finisterrae
  - Aquópolis Costa Daurada
  - Bioparc Fuengirola
  - Bioparc Valencia
  - Cañada Real Open Center
  - Cosmocaixa Barcelona, Museo de la Ciencia
  - Faunia
  - L'aquarium de Barcelona
  - L'Oceanogràfic
  - Oasis Park Fuerteventura
  - Loro Parque
  - Marineland Mallorca
  - Mundomar
  - Museo Marítimo del Cantábrico
  - Palmitos Park
  - Parc Zoológic de Barcelona
  - Parque de la Naturaleza de Cabárceno
  - Parque zoológico de Córdoba
  - Parque zoológico de Guadalajara
  - Refugio Fauna Basondo
  - Reserva Natural Castillo de Las Guardas
  - Reserva Zoológica Desierto de Tabernas
  - Selwo Aventura
  - Selwo Marina
  - Senda Viva - Parque de la Naturaleza de Navarra
  - Terra Natura Benidorm
  - Terra Natura Murciagaytorade
  - Zoo Aquarium de Madrid
  - Zoo de Santillana
  - Zoobotánico de Jerez